# This Is How We Do It
«This Is How We Do It» —en español: «Así es como lo hacemos»— es una canción interpretada por el cantante estadounidense de R&B Montell Jordan. Fue publicado por Def Jam Recordings el 6 de febrero de 1995, como el primer sencillo de su álbum debut homónimo. Además significó el primer lanzamiento de Def Jam de una canción del estilo R&B.
Esta canción, sencillo debut de Jordan, representa el estilo hip hop soul, popular por ese entonces. Contiene elementos de "Children's Story" de Slick Rick. "This Is How We Do It" fue número uno en el Billboard Hot 100 durante siete semanas a partir de 15 de abril al 27 de mayo de 1995, y número fue uno durante siete semanas en la lista de sencillos R & B. El video musical está dirigido por Hype Williams.

## Versiones
- En 2002, la banda británica femenina Mis-Teeq grabó su versión la cual aparece en la banda sonora de la película Ali G anda suelto.[5]
- Una versión realizada por AlunaGeorge fue incluida como bonus track de su álbum debut Body Music editado en 2013.[6]
- En 2015, el DJ y productor holandés Joe Stone[7] realizó una remezcla de la canción bajo el título «The Party (This Is How We Do It)» alcanzando el número 17 en la lista de sencillos del Reino Unido.[8]

## Posicionamiento en listas

### Listas semanales
| País           | Lista (1995)            | Mejor posición |
| -------------- | ----------------------- | -------------- |
| Alemania       | Media Control Charts    | 38             |
| Australia      | ARIA Singles Chart      | 7              |
| Bélgica        | Ultratop 50 flamenca    | 38             |
| Bélgica        | Ultratop 50 valona      | 26             |
| Canadá         | RPM Singles Chart       | 8              |
| Estados Unidos | Billboard Hot 100       | 1              |
| Estados Unidos | R&B Singles             | 1              |
| Estados Unidos | Rhythmic Top 40         | 1              |
| Estados Unidos | Top 40 Mainstream       | 11             |
| Francia        | SNEP Singles Chart      | 34             |
| Nueva Zelanda  | NZ Top 40 Singles Chart | 5              |
| Países Bajos   | Dutch Top 40            | 11             |
| Reino Unido    | UK Singles Chart        | 11             |
| Suecia         | Topplistan              | 22             |
| Suiza          | Schweizer Hitparade     | 38             |

### Listas anuales
| Fin de año (1995)      | Posición |
| ---------------------- | -------- |
| U.S. Billboard Hot 100 | 10       |

### Listas decenales
| Lista (1990–1999)      | Posición |
| ---------------------- | -------- |
| U.S. Billboard Hot 100 | 29       |

### Sucesión en listas
| Anterior: «Take a Bow» de Madonna       | Billboard Hot 100 — Sencillo número uno 15 de abril de 1995 — 2 de junio de 1995 | Siguiente: «Have You Ever Really Loved a Woman?» de Bryan Adams                                |
| Anterior: «Candy Rain» de Soul for Real | R&B Singles — Sencillo número uno 1 de abril de 1995 — 19 de mayo de 1995        | Siguiente: «I'll Be There for You/You're All I Need to Get By» de Method Man con Mary J. Blige |